# Toro salvatge
Toro Salvatge (títol original en anglès: Raging Bull) és una pel·lícula de drama esportiu biogràfic estatunidenca dirigida per Martin Scorsese i protagonitzada per Robert De Niro, Joe Pesci, Cathy Moriarty, Nicholas Colasanto, Theresa Saldana i Frank Vincent. La pel·lícula és una adaptació de les memòries de 1970 de l'antic campió de boxa de pes mitjà Jake LaMotta Raging Bull: My Story. La pel·lícula segueix la carrera de LaMotta, interpretat per De Niro, la seva ascensió i caiguda dins de l'escenari de la boxa, així com la seva vida personal convulsa, marcada per la ràbia i la gelosia. Va ser doblada al català.
Scorsese inicialment es va mostrar reticent a desenvolupar el projecte, tot i que finalment va arribar a relacionar-se amb la història de LaMotta. Paul Schrader va reescriure el primer guió de Mardik Martin, i Scorsese i De Niro junts van fer contribucions no acreditades després. Pesci era un actor desconegut abans de la pel·lícula, igual que Moriarty, a qui Pesci va suggerir per al seu paper. Durant el rodatge, cadascuna de les escenes de boxa va ser coreografiada per a un estil visual específic i De Niro es va engreixar aproximadament 27 kg per retratar a LaMotta en els seus últims anys a la boxa.
Raging Bull es va estrenar a Nova York el 14 de novembre de 1980 i es va estrenar als cinemes el 19 de desembre de 1980. La pel·lícula va tenir una taquilla tèbia de 23,4 milions de dòlars contra els 18 milions de pressupost. La pel·lícula va rebre crítiques mixtes quan es va estrenar; mentre que l'actuació de De Niro i el muntatge van ser àmpliament aclamats, va obtenir crítiques pel seu contingut violent. Malgrat les crítiques diverses, la pel·lícula va ser nominada a vuit premis de l'Acadèmia als 53è premis de l'Acadèmia (empat amb The Elephant Man com a pel·lícula més nominada de la cerimònia), incloent-hi Millor pel·lícula i Millor director, i en va guanyar dos: Millor actor per De Niro (el seu segon Oscar) i Millor Muntatge.
Després del seu llançament, Raging Bull va obtenir grans elogis de la crítica i ara es considera una de les millors pel·lícules que s'han fet mai. El 1990, es va convertir en la primera pel·lícula seleccionada en el seu primer any d'elegibilitat per a la preservació al National Film Registry dels Estats Units per la Biblioteca del Congrés com a "cultural, històricament o estèticament significativa", i l'⁣American Film Institute la va classificar com la quarta pel·lícula nord-americana més gran de tots els temps.

## Argument
La pel·lícula descriu la vida de Jake La Motta, boxador estatunidenc d'origen italià anomenat «el toro del Bronx», de la seva ascensió que el va portar al títol de campió del món dels pesos mitjans fins al fracàs de la seva vida privada (el seu divorci posterior a la seva reconversió en gerent d'un club nocturn).

## Producció

### Desenvolupament
Raging Bull va sorgir quan Robert De Niro va llegir l'⁣autobiografia en què es basa la pel·lícula mentre estava al plató de El Padrí II. Tot i la seva decepció amb l'estil d'escriptura del llibre, De Niro va quedar fascinat pel personatge de Jake LaMotta. Va ensenyar el llibre a Martin Scorsese al plató d'⁣Alice Doesn't Live Here Anymore amb l'esperança que considerés el projecte. Scorsese va rebutjar repetidament l'oportunitat de dirigir la pel·lícula, afirmant que no tenia ni idea de què tractava Raging Bull, tot i que havia llegit part del text. No sent un gran aficionat a l'esport, quan va saber a què es dedicava a LaMotta per guanyar-se la vida, va dir: "Un boxejador? No m'agrada la boxa... Fins i tot quan era petit, sempre vaig pensar que la boxa era avorrida... era una cosa que no podia, no podia comprendre". La seva opinió general de l'esport en general és: "Qualsevol cosa amb una pilota, no és bo". Aleshores, el llibre es va passar a Mardik Martin, l'eventual coguionista de la pel·lícula, que va dir que "el problema és que la maleïda trama s'ha fet cent vegades abans: un lluitador que té problemes amb el seu germà, la seva dona i la màfia va darrere d'ell". De Niro fins i tot havia ensenyat el llibre als productors Robert Chartoff i Irwin Winkler, que estaven disposats a ajudar només si Scorsese l'acceptava. Després de gairebé morir d'una sobredosi de drogues, Scorsese va acceptar fer la pel·lícula, no només per salvar la seva vida sinó també per salvar la seva carrera. Scorsese va començar a relacionar-se molt personalment amb la història de Jake LaMotta, i en ella va veure com el ring de boxa pot ser "una al·legoria del que facis a la vida", que per a ell era paral·lel al cinema, "tu fas pel·lícules, estàs en el ring cada vegada".

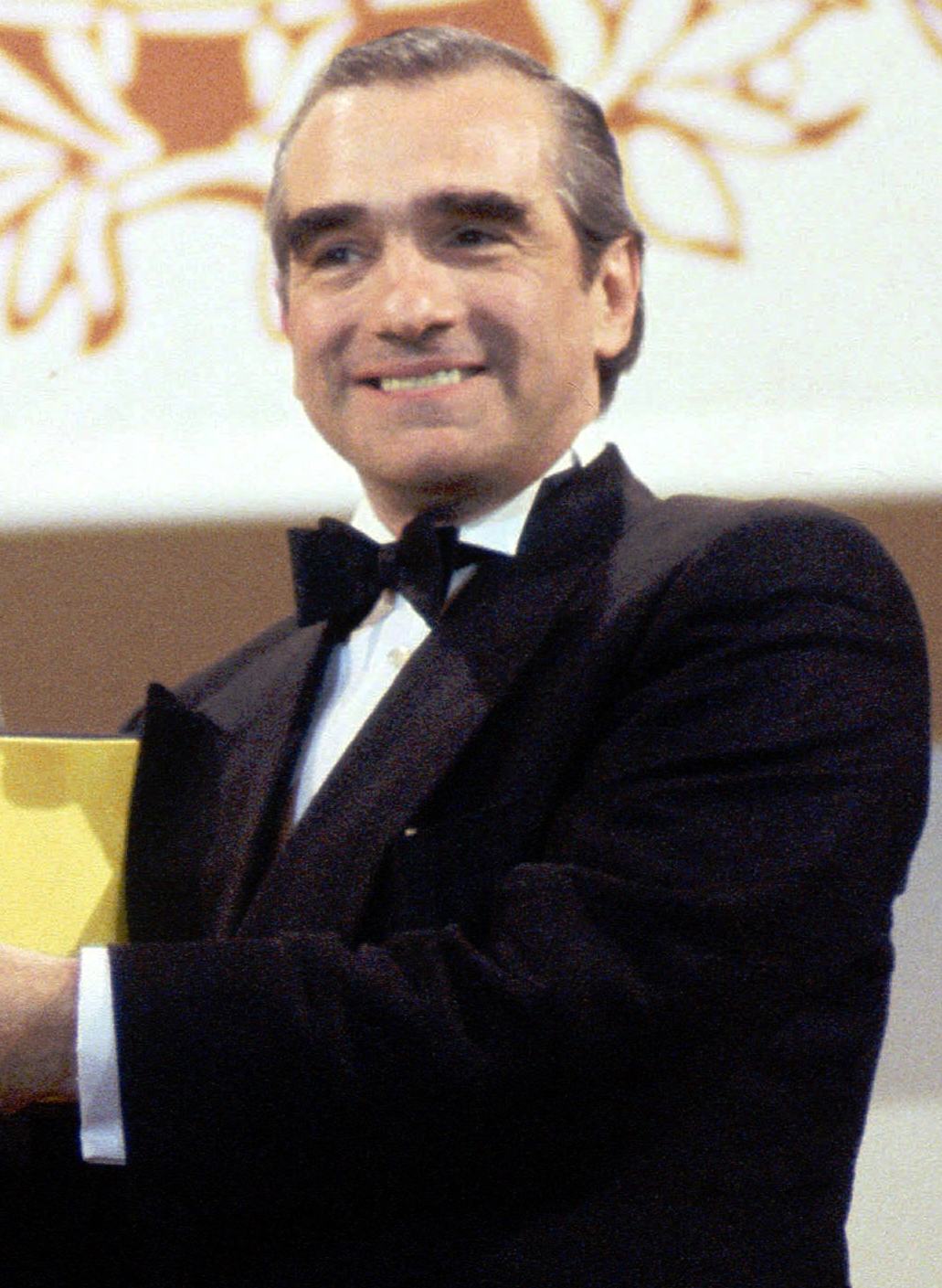
Martin Scorsese, director del film

La preparació de la pel·lícula va començar amb Scorsese filmant en color en 8 mm amb De Niro boxant en un ring. Una nit, quan va mostrar les imatges a De Niro, Michael Chapman i al seu amic i mentor, el director britànic Michael Powell, Powell va assenyalar que el color dels guants en aquell moment només podien ser granats, de sang de bou o fins i tot negre. Aquesta és una de les raons per les quals Scorsese va optar per filmar Raging Bull en blanc i negre. Altres raons eren per distingir la pel·lícula d'altres pel·lícules en color de l'època i per reconèixer el problema de l'envelliment de la pel·lícula en color, una qüestió que Scorsese va reconèixer. Scorsese va anar a dos partits al Madison Square Garden per ajudar a la seva investigació, recollint detalls menors però essencials com l'esponja de sang i, posteriorment, la sang a les cordes (que més tard s'utilitzaria a la pel·lícula). Segons els breus comentaris a la targeta d'incrustació del DVD de Raging Bull, Scorsese no era —i encara no ho és— un aficionat als esports o la boxa, cosa que descriu com a avorrit. Quan va veure que les esponges xopes de sang s'estaven submergint en una galleda, recorda haver pensat per a si mateix: "I això l'anomenen esport".

### Guió

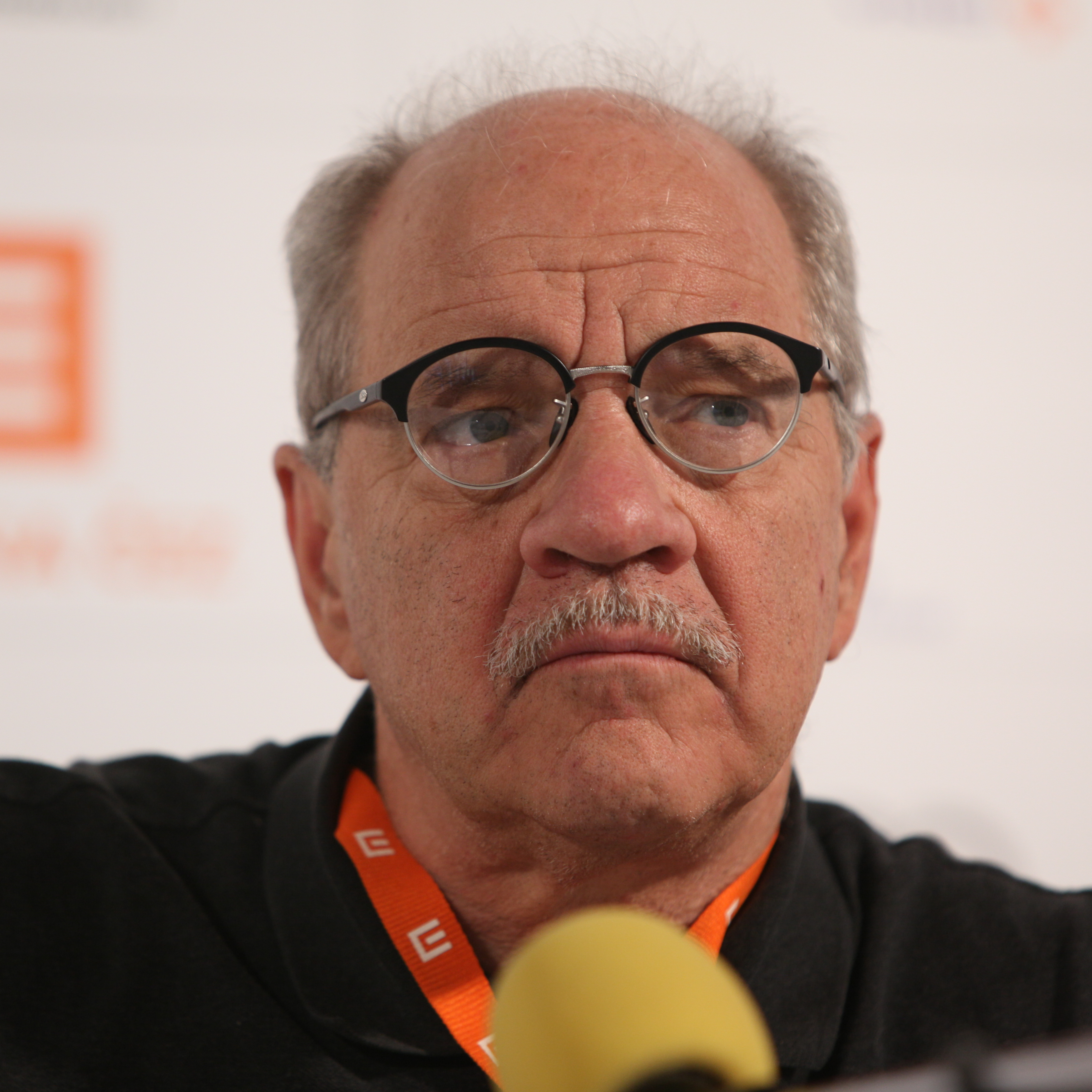
Paul Schrader, un dels guionistes

Sota la guia de Chartoff i Winkler, se li va demanar a Mardik Martin que comencés a escriure el guió. Segons De Niro, en cap cas United Artists acceptaria el guió de Martin. La història es basava en la visió del periodista Pete Hamill amb un estil dels anys 30 i 40, quan la boxa era coneguda com "el gran príncep fosc dels esports". Però De Niro no va quedar impressionat quan va acabar de llegir el primer esborrany. El guionista de Taxi Driver, Paul Schrader, va ser convocat ràpidament per reescriure el guió cap a l'agost de 1978. Alguns dels canvis que Schrader va fer al guió van incloure una reescriptura de l'escena amb el bistec poc cuit i la inclusió de LaMotta masturbar-se en una cel·la de Florida. Finalment, es va afegir el personatge del germà de LaMotta, Joey, abans absent del guió de Martin. United Artists va veure una millora molt important en la qualitat del guió. Tanmateix, els seus directors executius, Steven Bach i David Field, es van reunir amb Scorsese, De Niro i el productor Irwin Winkler el novembre de 1978 per dir-los que els preocupava que el contingut fos material classificat X i no tingués cap possibilitat de trobar audiència.
Segons Scorsese, ell i De Niro es van emportar el guió dues setmanes i mitja a l'illa de Saint Martin per reconstruir àmpliament el contingut de la pel·lícula. El canvi més significatiu seria tota l'escena quan LaMotta arregla la seva televisió i després acusa la seva dona de tenir una aventura. Altres canvis van incloure l'eliminació del pare de Jake i Joey; la reducció del paper del crim organitzat a la història i una reescriptura important de la baralla de LaMotta amb Tony Janiro. També van ser els responsables de la seqüència final on LaMotta està tot sol al seu vestidor citant l'escena "Podria haver estat un competidor" de On the Waterfront. S'havia considerat un extracte de Ricard III, però Michael Powell va pensar que seria una mala decisió en el context d'una pel·lícula americana. Segons Steven Bach, els dos primers guionistes (Martin i Schrader) rebrien crèdit, però com que no hi havia cap pagament al gremi d'escriptors pel guió, la revisió de De Niro i Scorsese romandria sense acreditar.

### Càsting

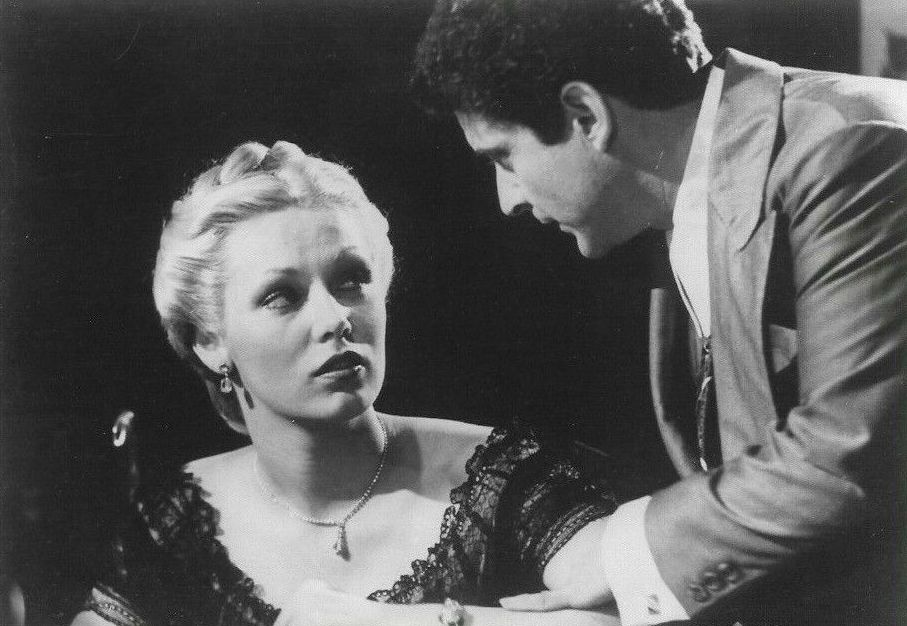
Cathy Moriarty (esquerra) i Joe Pesci (dreta) al plató

Una de les marques distintives de Scorsese era escollir molts actors i actrius novells en la professió. De Niro, que ja estava compromès a interpretar a Jake LaMotta, va començar a ajudar Scorsese a localitzar noms desconeguts per interpretar el seu germà a la pantalla, Joey, i la seva dona, Vikki. El paper de Joey LaMotta va ser el primer a ser repartit. De Niro estava veient una pel·lícula de televisió de baix pressupost anomenada The Death Collector quan va veure el paper d'un jove criminal de carrera interpretat per Joe Pesci (aleshores un actor desconegut i en dificultats) com a candidat ideal. Abans de rebre una trucada de De Niro i Scorsese per a la proposta de protagonitzar la pel·lícula, Pesci feia quatre anys que no treballava al cinema i treballava en un restaurant italià de Nova Jersey. Per al paper de Vikki (reanomenada com a Vickie a la pel·lícula final), la segona dona de Jake, va ser Pesci qui va suggerir la llavors desconeguda Cathy Moriarty a partir d'una imatge que va veure una vegada en una discoteca de Nova Jersey. Tant De Niro com Scorsese creien que Moriarty, llavors de 18 anys, podria interpretar el paper després de reunir-se amb ella en diverses ocasions i notar la seva veu ronca i la seva maduresa física. El duet va haver de demostrar al Sindicat d'Actors de Pantalla que tenia raó per al paper quan Cis Corman va mostrar 10 fotos comparant Moriarty amb la Vikki LaMotta real per demostrar que tenia una semblança. A Moriarty se li va demanar que fes una prova de pantalla, la qual va superar, en part ajudada amb algunes línies improvisades de De Niro, després d'alguna confusió preguntant-se per què l'equip de filmació estava gravant la seva actuació. Joe Pesci també va convèncer el seu antic amic de l'espectacle i coprotagonista de The Death Collector, Frank Vincent, perquè intentés el paper de Salvy Batts. Després d'una audició i una prova de pantalla amb èxit, Vincent va rebre la trucada per dir-li que havia rebut el paper. Charles Scorsese, el pare del director, va debutar al cinema com el cosí de Tommy Como, Charlie.
Mentre practicava l'⁣accent del Bronx i es preparava per al seu paper, De Niro va conèixer tant LaMotta com la seva exdona, Vikki, en diferents ocasions. Vikki, que vivia a Florida, va explicar històries sobre la seva vida amb el seu antic marit i també va mostrar antigues pel·lícules casolanes (que després van inspirar una seqüència similar per a la pel·lícula). Jake LaMotta, per la seva banda, va fer d'entrenador, acompanyat d'⁣Al Silvani com a entrenador al club Gramercy de Nova York, posant-lo en forma. L'actor va trobar que la boxa li venia de manera natural; va entrar com a boxejador de pes mitjà, guanyant dues de les seves tres baralles en un ring de Brooklyn anomenat "young LaMotta" pel comentarista. Segons Jake LaMotta, De Niro va ser un dels 20 millors boxejadors de pes mitjà de tots els temps.

### Fotografia principal
Segons el mesclador de producció, Michael Evje, la pel·lícula va començar a rodar-se a l'Auditori Olímpic de Los Angeles el 16 d'abril de 1979. Es van penjar enormes cortines de color negre als quatre costats de la zona del ring per contenir el fum artificial utilitzat àmpliament com a efecte visual. El 7 de maig, la producció es va traslladar al Culver City Studio, Stage 3, i allà es va rodar fins a mitjans de juny. Scorsese va deixar clar durant el rodatge que no apreciava la manera tradicional a les pel·lícules de mostrar baralles des del punt de vista dels espectadors. Va insistir que una càmera operada pel director de fotografia, Michael Chapman, es col·locaria dins del ring, ja que interpretaria el paper d'un oponent allunyant-se del pas dels altres lluitadors perquè els espectadors poguessin veure les emocions dels lluitadors, incloent-hi els de Jake. Els moviments precisos dels boxejadors s'havien de fer com a rutines de ball a partir de la informació d'un llibre sobre instructors de dansa a la manera d'⁣Arthur Murray. Entre les preses, De Niro utilitzava un sac de boxa al mig del ring, abans d'encarar agressivament la següent escena. El calendari inicial de cinc setmanes per al rodatge de les escenes de boxa va trigar més del que s'esperava i va posar a Scorsese sota pressió.
Segons Scorsese, la producció de la pel·lícula es va suspendre durant aproximadament quatre mesos, i tot l'equip va seguir cobrant el seu sou, de manera que De Niro va poder fer un viatge per engreixar-se pel nord d'Itàlia i França. Quan va tornar als Estats Units, el seu pes havia augmentat de 66 a 97 kg. Les escenes amb el més corpulent Jake LaMotta —que inclouen l'anunci de la seva retirada de la boxa i LaMotta que va acabar a una cel·la de Florida— es van completar mentre s'acostava el Nadal de 1979 entre set i vuit setmanes després per tal de no agreujar els problemes de salut que ja afectaven la postura, la respiració i el parlar de De Niro.
Segons Evje, la seqüència de la discoteca de Jake es va filmar en un club tancat de San Pedro el 3 de desembre. L'escena de cops al cap de la cel·la de la presó es va rodar en un plató construït amb De Niro demanant que hi fos una tripulació mínima: ni tan sols hi havia un assistent de so.
La seqüència final on Jake LaMotta està davant del seu mirall es va filmar l'últim dia de rodatge, requerint 19 preses, i només la 13a s'utilitzà per a la pel·lícula. Scorsese volia tenir una atmosfera tan freda que les paraules tinguessin un impacte mentre intenta acceptar la seva relació amb el seu germà.

### Post-producció
L'edició de Raging Bull va començar quan la producció es va suspendre temporalment i es va completar el 1980. Scorsese va treballar amb l'editora, Thelma Schoonmaker, per aconseguir un tall final de la pel·lícula. La seva decisió principal va ser abandonar la idea de Schrader de l'actuació de LaMotta al club nocturn intercalant-se amb el flashback de la seva joventut, i en canvi, van seguir la línia d'un únic flashback on només quedarien les escenes de LaMotta practicant el seu monòleg, situant-se al principi i al final de la pel·lícula. Una barreja de so organitzada per Frank Warner va ser un procés delicat que va durar sis mesos. Segons Scorsese, el so a Raging Bull va ser difícil perquè cada cop de puny, presa de càmera i bombeta de flaix eren diferents. A més, hi havia la qüestió d'intentar equilibrar la qualitat entre les escenes amb diàlegs i les que impliquen boxa (que es feien en Dolby Stereo). Raging Bull va passar per una prova de projecció davant d'un públic reduït que incloïa els directors executius de United Artists, Steven Bach i Andy Albeck. La projecció va tenir lloc a la MGM a Nova York al voltant de juliol de 1980. Més tard, Albeck va elogiar Scorsese dient que era un "veritable artista".
Segons els productors Robert Chartoff i Irwin Winkler, els problemes es van agreujar quan United Artists va decidir no distribuir la pel·lícula i cap altre estudi van mostrar interès quan van intentar vendre els drets. Scorsese no va amagar que Raging Bull seria la seva "darrera gran obra a Hollywood" i va tenir cura inusual dels seus drets durant la postproducció. Scorsese va amenaçar d'eliminar el seu crèdit de la pel·lícula si no se li permetia ajustar una bobina que ocultava el nom d'una marca de whisky coneguda com "Cutty Sark" que se sentia en una escena. La feina es va completar només quatre dies abans de l'estrena.
El 2012, Raging Bull va ser votada pel Motion Picture Editors Guild com la pel·lícula més ben editada de la història.

## Sobre la pel·lícula
Rodada en blanc i negre, és una pel·lícula biogràfica basada en el llibre homònim escrit pel mateix Jake La Motta, i per Joseph Carter i Peter Savage.
Una de les característiques principals de Toro salvatge és la manera com són filmades les escenes de combats. Martin Scorsese, en una preocupació de realisme, va utilitzar una tècnica particular. Els combats, contràriament a les altres pel·lícules de boxa, no són un senzill muntatge de diverses seqüències, filmades per nombroses càmeres col·locades fora del ring. Aquí, el realitzador ha decidit no utilitzar més que una sola càmera, col·locada a l'interior del ring, com si fos un participant en el combat. Aquesta tècnica és pesada, ja que demana un joc precís de part dels actors, situar-se a l'indret exacte i executar rigorosament els moviments previstos amb antelació. Aquesta dificultat és la que explica la durada important de rodatge consagrada a només les escenes de combats que, encara que no passen dels 10 minuts en la duració total de la pel·lícula, han exigit menys d'un mes de rodatge.
Candidata a vuit Oscars (entre els quals el de la millor pel·lícula i del millor director), en va guanyar només dos: oscar al millor actor per a Robert De Niro i oscar al millor muntatge per a Thelma Schoonmaker.
Va ser un mig fracàs comercial en el moment de la seva estrena en sales (potser perquè la pel·lícula és en blanc i negre). La pel·lícula va aconseguir tardanament l'estatus de pel·lícula de culte, fins al punt que avui és considerada com una de les millors pel·lícules dels anys 1980, i una de les millors pel·lícules de boxa que mai s'ha realitzat.

## Repartiment
- Robert De Niro: Jake La Motta
- Cathy Moriarty: Vickie La Motta
- Joe Pesci: Joey La Motta
- Frank Vincent: Salvy Batts
- Nicholas Colasanto: Tommy Como
- Theresa Saldana: Lenore
- Mario Gallo: Mario
- Frank Adonis: Patsy
- Joseph Bono: Guido
- James V. Christy: el doctor Pinto
- Charles Scorsese: Charlie
- Martin Scorsese: Barbizon Stagehand
- Peter Savage: Jackie Curtie
- Johnny Barnes: Sugar Ray Robinson
- Eddie Gregory: Billy Fox
- Louis Raftis: Marcel Cerdan
- John Turturro: l'home de la taula

## Premis i nominacions

### Premis
- 1980: LAFCA a la millor pel·lícula
- 1981: Oscar al millor actor per Robert De Niro[30]
- 1981: Oscar al millor muntatge per Thelma Schoonmaker[30]
- 1981: Globus d'Or al millor actor dramàtic per Robert De Niro
- 1982: BAFTA al millor muntatge per Thelma Schoonmaker

### Nominacions
- 1981: Oscar a la millor pel·lícula per Irwin Winkler i Robert Chartoff[30]
- 1981: Oscar al millor director per Martin Scorsese[30]
- 1981: Oscar al millor actor secundari per Joe Pesci[30]
- 1981: Oscar a la millor actriu secundària per Cathy Moriarty[30]
- 1981: Oscar a la millor fotografia per Michael Chapman[30]
- 1981: Oscar al millor so per Donald O. Mitchell, Bill Nicholson, David J. Kimball i Les Lazarowitz[30]
- 1981: Globus d'Or a la millor pel·lícula dramàtica
- 1981: Globus d'Or al millor director per Martin Scorsese
- 1981: Globus d'Or al millor actor secundari per Joe Pesci
- 1981: Globus d'Or a la millor actriu secundària per Cathy Moriarty
- 1981: Globus d'Or al millor guió per Paul Schrader i Mardik Martin
- 1982: BAFTA al millor actor per Robert De Niro